# Aloe mitriformis subsp. distans
Aloe mitriformis subsp. distans ist eine Unterart von Aloe mitriformis aus der Gattung der Aloen in der Unterfamilie der Affodillgewächse (Asphodeloideae). Das Epitheton distans stammt aus dem Lateinischen, bedeutet ‚einzeln stehend‘ und verweist auf die langen Internodien der Art.

## Beschreibung

### Vegetative Merkmale
Aloe mitriformis subsp. distans wächst stammbildend und verzweigt von der Basis. Die kriechenden und wurzelnden Stämme werden 2 bis 3 Meter lang und weisen einen Durchmesser von 3 bis 4 Zentimeter auf. Manchmal werden zahlreiche Zweige und dichte Gruppen gebildet. Die lanzettlichen Laubblätter bilden lockere Rosetten und sind auf einer Länge von 50 Zentimetern ausdauernd. Die glauk-grüne Blattspreite ist bis zu 15 Zentimeter lang und 7 Zentimeter breit. An der Blattspitze befindet sich ein Dorn. Die Blattoberseite ist gelegentlich mit wenigen zerstreuten, weißlichen, fast warzigen Flecken besetzt. Auf der Unterseite sind in der Regel einige fast warzige, weißliche Flecken vorhanden, die sich mehrheitlich in der unteren Hälfte befinden. Die goldgelben Zähne am Blattrand sind 3 bis 4 Millimeter lang und stehen 5 bis 8 Millimeter voneinander entfernt. Auf der Blattunterseite befinden sich entlang des Kiels in Spitzennähe zwei bis vier ähnliche Zähnchen.

### Blütenstände und Blüten
Der Blütenstand besteht aus drei bis vier Zweigen und ist 40 bis 60 Zentimeter lang. Die dichten, kopfigen Trauben sind bis zu 8 Zentimeter lang und 10 Zentimeter breit. Die Brakteen weisen eine Länge von etwa 8 Millimeter auf und sind 5 Millimeter breit. Die trüb scharlachroten Blüten stehen an 30 bis 40 Millimeter langen Blütenstielen. Die Blüten sind etwa 40 Millimeter lang und an ihrer Basis gerundet. Oberhalb des Fruchtknotens sind sie leicht verengt und dann zu ihrer Mündung hin erweitert. Ihre äußeren Perigonblätter sind nicht miteinander verwachsen. Die Staubblätter und der Griffel ragen bis zu 1 Millimeter aus der Blüte heraus.

### Genetik
Die Chromosomenzahl beträgt {\displaystyle 2n=14}.

## Systematik und Verbreitung
Aloe mitriformis subsp. distans ist in der südafrikanischen Provinz Westkap auf flachgründigen Böden auf Kapgranit in der Nähe der Küste verbreitet.
Die Erstbeschreibung als Aloe distans durch Adrian Hardy Haworth wurde 1812 veröffentlicht. Bernardus Joannes Maria Zonneveld stellte die Art 2002 als Unterart zu Art Aloe mitriformis.
Synonyme sind Aloe mitriformis var. angustior Lam. (1784), Aloe perfoliata var. brevifolia Aiton (1789), Aloe brevifolia Haw. (1804, nom. illeg. ICBN-Artikel 53.1), Aloe mitriformis var. brevifolia Aiton (1810).

## Nachweise